# Автаткууль
Автаткуу́ль (Автоткуль) — река на Дальнем Востоке России, в пределах Анадырского района Чукотского автономного округа.
Протекает в восточной части Нижнеанадырской низменности, впадает в Анадырский лиман Берингова моря.
Название в переводе с чук. автат-ык — «перегонная река».
Вблизи реки обнаружено крупное Верхне-Эчинское нефтяное месторождение.

## Гидрография
Автаткууль является равнинной медленно текущей рекой, её общая длина составляет 197 км. Площадь водосборного бассейна — 1290 км². В долине реки находится множество старично-термокарстовых озёр глубиной до 1,5-2,0 м. Здесь характерны высокие (до 30 м) песчаные обрывы. В нижнем течении реки дважды в сутки происходит противотечение, вызванное приливными процессами Берингова моря, вследствие чего происходит интенсивный перенос твёрдых веществ, из-за чего вода обладает повышенной мутностью. В дельте реки вязкий заиленный берег полого уходит в залив, опускаясь на 1 м за 3-4 км, при этом полоса ила и грязи во время отлива обнажается на 50-100 м. Эта местность получила название Гнилой угол.
Река замерзает в октябре и остаётся под ледяным покровом до июня. Питание имеет в основном снеговое, поэтому максимальный сток приходится на период половодья в конце июня.

## Климат
Климат в районе реки суровый. Средняя годовая температура составляет −7,7 °C, средняя продолжительность безморозного периода — 81 день. Только в последней декаде мая фиксируется относительно короткий период солнечной погоды, а среднесуточные температуры достигают положительных значений. Летом постоянно дуют сильные ветры, часто приносящие с моря туман и морось.
До самого июля возможны возвраты холодов с выпаданием снега, и уже в середине августа начинаются осенние заморозки.

## Флора и фауна
В верхней и средней части Автаткууля вдоль его русла получили распространение заросли кедрового стланика и полевого хвоща, которые сменяются богатыми ольховые лесами. В низовьях к речным берегам примыкают кочкарные тундры, болота и ивняки. Прибрежная флора насчитывает около 260 видов сосудистых растений.
В районе реки находится место гнездования множества птиц, из них 18 видов занесены в Красные Книги России и Чукотского автономного округа. Здесь расположен крупный очаг размножения нескольких видов гусей.
В воды реки заплывают горбуша, кета, мальма, сибирская ряпушка, пыжьян и трёхиглая колюшка.
В период захода ряпушки вверх до 40 км по Автоткуулю поднимаются анадырские белухи, а к концу лета также морские свиньи (до 10 км). Во время хода кеты и горбуши высоко в реку заходят акиба (кольчатая нерпа), лахтак и ларга.

## Охрана природы
Бассейн реки с 1971 года входит в состав регионального государственного природного (охотничьего) биологического заказника «Автоткууль». Планировалось увеличить его площадь путём включения трёх дополнительных участков с приданием территории статуса федерального заказника.

## Притоки
Объекты перечислены по порядку от устья к истоку.
- 4 км: Гарбузовка
- 4 км: Ужиная
- (? км): Гранёный
- (? км): Евражка
- (? км): Мануховский[12]
- 45 км: Сумский
- 49 км: река без названия
- 75 км: Мутный
- 92 км: река без названия
- 96 км: река без названия
- 113 км: река без названия
- 123 км: река без названия
- 131 км: река без названия
- 137 км: река без названия
- 160 км: река без названия